# الفشن
28°49′22″N 30°53′57″E / 28.822718°N 30.899205°E

الفشن هي إحدى المراكز التابعة إداريا لمحافظة بني سويف جنوب غرب القاهرة في مصر. تعتبر الحد الفاصل الفعلي لنهاية الوجه البحري وبداية للوجه القبلي لجمهورية مصر العربية، ويعتقد البعض أنها «لا تنتمي لأي من الوجهين». لها تاريخ طويل منذ العصر الفرعوني إلى الآن.
الفشن مدينة هادئة يقسمها خط السكك الحديدية إلى منطقتين شرقاً وغرباً، والجزء الغربي للمدينة هو الأقدم، مقارنة بالجزء الشرقي الذي يقترب من نهر النيل. والتخطيط العمراني للمنطقة الشرقية لمدينة الفشن يتسم بالحداثة والتنظيم الجيد للمباني.

## تاريخ المدينة
و تعود تسمية المدينة إلى العصر الفرعوني حيث سميت تيمّناً بالأميرة الفرعونية ذات الألف شأن حيث كانت تعيش في هذه المنطقة في أحد الأسر الفرعونية[بحاجة لمصدر].

## قرى المدينة
والفشن تحتوي على قرى كثيرة من أشهرها: قرية تلت، وهي من أكبر القرى بالمركز، ومنشأة عمرو والفنت الشرقية والفنت الغربية والجمهود ودلهانس وشنري والشراهنة وكذلك تضم البرقي و نزلة البرقي وبني صالح والشقر والقضابي وشرارة و أقفهص ونزلة أقفهص. و قرية صفط العرفا، و قرية صفط النور .

## أعلام المدينة
- ومن أشهر أعلام الفشن الإمام الأكبر أحمد بن عبد الجواد السفطي الصائم. وعمل شيخًا للجامع الأزهر من عام 1254 هجرية وحتى وفاته عام 1263 هجرية وكان الإمام الثامن عشر للأزهر. وهو من مواليد قرية صفط العرفاء مركز الفشن في أوائل القرن الثالث عشر الهجري. واشتهر باسم الشيخ الصائم وظلت شهرة الاسم في أحفاده حتى الآن واشتغل بالتدريس في الأزهر وكان له مكانته العلمية.
- أحمد بن حجازي الفشني: الفقيه الشافعي المتوفى سنة 978 هـ / 1570 م.
- كما أنجبت الفشن القارئ والمبتهل الشيخ طه الفشني والذي عرف باسم سفير القرآن الكريم في الدول الإسلامية والعربية. قرأ القرآن الكريم بقصر رأس التين لمدة تسع سنوات وكان أول من قرأ القرآن بصوته في التليفزيون المصري. كما أنه المؤذن الشهير للمسجد الحسيني وأشهر قارئ لسورة الكهف حيث كانت تسمعه مصر كلها. ولد بمدينة الفشن عام 1900. وكان صوته قد احتبس لكنه عاد إليه في موقف عرفة أثناء الحج. وقد منحت الدولة اسمه وسام الجمهورية عام 1981م.
- وتخصص القاص والأديب عبد التواب يوسف في أدب الأطفال وكتب العديد من حلقات بابا شاروا الشهيرة بالإذاعة المصرية وأصدر ما يزيد على مائتي كتاب للأطفال أبرزها السيرة النبوية الشريفة منحته هيئة اليونسكو جائزتها عام 1975 لجهوده في محو الأمية. وهو من مواليد قرية شنرا مركز الفشن عام 1928م.
- كما أنجبت الفشن الكابتن ربيع ياسين كابتن منتخب مصر وهو من مواليد 7 سبتمبر 1960 بمدينة الفشن بدأ ممارسة كرة القدم بمركز شباب الفشن، والذي كان قريبًا من محل إقامته، وجاءت فرصة انتقاله للنادي الأهلي بالصدفة، عندما انضم لنادي بني سويف، أثناء أدائه مباراة أمام النادي الأهلي عام 1980، بمناسبة العيد القومي للمحافظة على ملعب استاد بني سويف. وتألق ابن الفشن خلال المباراة بصورة لافتة للنظر، جعلت مسؤولي الأهلي يصرّون على التعاقد معه، لتبدأ رحلة التألق بصفوف الأهلي. ولعب ربيع ياسين مع الأهلي 12 موسما، كان خلالها اللاعب الأساسي في الجبهة اليسرى، وحقق العديد من البطولات خلال هذه الفترة.

## معالم المدينة
ومن أهم المعالم الدينية مسجد ومقام العارف بالله الشيخ شمردل أبوعلي أو «السطان أبو علي» والذي يقع في قلب مدينة الفشن جنوب محافظة بني سويف بميدان القصبة، حيث يأتي زواره ليس فقط من مدينة ومركز الفشن بل من جميع محافظات الجمهورية خاصة في أيام الأعمار والتي تتواكب مع المولد النبوي الشريف.

## الفشن الجديدة
هي مدينة مصرية جديدة أُعلن عن إنشائها بالقرار الجمهوري رقم 247 لسنة 2018 بمساحة 18 ألف فدان على الطريق الصحراوي الغربي جنوب غرب محافظة بني سويف. تخطط وزارة الأسكان للمدينة أن تضم إسكان بمستويات مختلفة ما بين إسكان اجتماعي ومتميز، وإسكان متوسط، وإسكان فاخر، ومناطق خدمات على مستوى الأحياء والمجاورات وعلى مستوى المدينة ومستهدف أن يقطنها في عام 2050 مليون و 16 ألف نسمة. تقع مدينة الفشن الجديدة جنوب محافظة بني سويف، وعلى بُعد 90 كيلو مترا جنوب محافظة بني سويف وعلى مسافة 60 كيلو مترا من مدينة الفيوم الجديدة.